# ГЕС Nagjhari
ГЕС Nagjhari – гідроелектростанції на півдні Індії у штаті Карнатака. Знаходячись між ГЕС Супа (вище по течії) та ГЕС Кодасаллі, входить до складу каскаду на річці Калінаді (Калі), яка дренує західний схил Західних Гатів та впадає у Аравійське море біля Карвару.
В межах проекту річку перекрили бетонною гравітаційною греблею Бомманахаллі висотою 30 метрів та довжиною 1025 метрів, яка потребувала 514 тис м3 матеріалу. Вона утримує водосховище з об’ємом 97 млн м3 (корисний об’єм 84 млн м3), до якого також перекидається додатковий ресурс із лівої притоки Калінаді річки Таттіхалла. Останню перекрили так само бетонною гравітаційною греблею висотою 45 метрів та довжиною 1337 метрів, яка утримує водойму з об’ємом 264 млн м3. Від неї вода подається у сховище греблі Бомманахаллі по дериваційній трасі довжиною 9,7 км, що включає центральну ділянку у вигляді тунелю довжиною 4,3 км. 
З основного водосховища ресурс прямує через прокладений у правобережному гірському масиві головний дериваційний тунель довжиною 9,4 км з діаметром 7,9 метра. Після верхнього балансуючого глибиною 74 метри починаються три напірні шахти з діаметром 4,75 метра, що переходять у шість водоводів з діаметром 3,5 метра.
Машинний зал обладнали шістьма турбінами типу Френсіс потужністю по 135 МВт, що робить цю станцію другою за потужністю в штаті після ГЕС Шараваті. При напорі від 340 до 352 метра (номінальний напір 347 метрів) агрегати повинні забезпечувати виробництво 4,8 млрд млн кВт-год електроенергії на рік.